# Best of Illés Balladák és lírák
Best of Illés Balladák és lírák 1996-ban jelent meg, válogatás az Illés-együttes legjobb lírai számaiból. A lemezen helyet kaptak Koncz Zsuzsa számai is.

## Az album dalai
Minden dal Szörényi Levente és Bródy János szerzeménye, kivéve azok, ahol a szerzőség jelölve van.
1. Eltávozott nap – 4:18
2. Óh, kisleány (Illés Lajos-Bródy János) – 2:35
3. Átkozott féltékenység – 2:31
4. Még fáj minden csók – 2:38
5. A lány és a csavargó (Szörényi Szabolcs-Bródy János) – 3:31
6. Téli álom – 3:36
7. Sárga rózsa – 3:47
8. Különös lány – 2:15
9. Színes ceruzák – 4:14
10. Légy jó kicsit hozzám – 2:20
11. Szerelem – 3:30
12. Eljöttél – 2:37
13. Légy egy napra a kedvesem – 3:46
14. Virágének (Szörényi Szabolcs-Bródy János), – 3:35
15. Gondolj néha rám – 3:22
16. Szőke Anni balladája (Illés Lajos-Bródy János) – 3:34
17. Régi dal  (Szörényi Szabolcs-Bródy János) – 3:00
18. Kis virág – 4:10
19. Ne sírjatok, lányok – 2:55

Egy érdekesség: Itt jelent kizárólag meg CD-n az Eltávozott nap eredeti, korábban csak kislemezen megjelent változata, amely a Nehéz az út albumon megjelent sztereó változatnál energikusabban szól, és nem szólal meg Cintula hangja az elúszás közben.
Ugyancsak itt jelent meg először CD-n a Még fáj minden csók, amely valami okból az 1993-ban megjelent "összes kislemeze" dupla CD-ről lemaradt.

## Közreműködők
- Illés Lajos – billentyű, ének
- Szörényi Levente – ének, gitár, zongora, vokál
- Szörényi Szabolcs – ének, basszusgitár, vokál
- Bródy János – gitár, ének
- Pásztory Zoltán – dob, ütőhangszerek
- Koncz Zsuzsa ének